# Cosmocercidae
Cosmocercidae é uma família de vermes nematódeos da ordem Rhabditida. Possui 27 gêneros:
- Aplectana Bursey, Goldberg & Telford, 2006
- Austraplectana Baker, 1981
- Blanusia Zapatero, Fernandez, Martinez & Rueda, 1991
- Cosmocerca Diesing, 1861
- Cosmocercella Steiner, 1924
- Cosmocercoides Wilkie, 1930
- Dentinema Moravec, Chara & Shinn, 2004
- Ibrahimia Khalil, 1932
- Maracaya Diaz-Ungria, 1964
- Maxvachonia Chabaud & Brygoo, 1961
- Nemhelix Morand & Petter, 1986
- Neocosmocercella Baker & Vaucher, 1983
- Neosomatiana Anwar-ul-Islam, Farooq & Khanum, 1979
- Neoprotozoophaga Biswas & Chakravarty, 1963
- Neoxysomatium Ballesteros-Martinez, 1945
- Oxysomatium Railliet & Henry, 1916
- Palaeocosmocerca Poinar, 2011
- Paracosmocercella Hasegawa & Ikeda, 2007
- Paraleptonema Wang, 1980
- Paraplectana Ryzhikov, 1980
- Paraplesiohedruris Bursey, Goldberg & Kraus, 2012
- Parasomatium Anwar-ul-Islam, Farooq & Khanum, 1979
- Probstmayria Ransom, 1907
- Pseudaplectana Yamaguti, 1961
- Raillietnema Travassos, 1927
- Schrankiana Strand, 1942
- Typhlonema Kreis, 1938